# Дискография группы «Чили»
Дискография российской музыкальный группы «Чи-Ли» включает в себя четыре студийных альбома, один альбом ремиксов, один видеоальбом и тридцать девять синглов.

## Альбомы

### Студийные альбомы
| Название         | Детали                                             |
| ---------------- | -------------------------------------------------- |
| «Преступление»   | - Релиз: 18 сентября 2006 - Лейбл: Velvet, Монолит |
| «Сделано в Чили» | - Релиз: 27 июня 2008 - Лейбл: Velvet, Монолит     |
| «Время петь!»    | - Релиз: 18 ноября 2010 - Лейбл: Velvet, Монолит   |
| «В голове ветер» | - Релиз: 21 ноября 2015 - Лейбл: независимо        |

Другие альбомы
- 2002— Первый альбом группы «Рио»[1]

### Альбомы ремиксов
| Название            | Детали                                         |
| ------------------- | ---------------------------------------------- |
| «Лето преступление» | - Релиз: 26 июня 2007 - Лейбл: Velvet, Монолит |

### Видеоальбомы
| Название               | Детали                        |
| ---------------------- | ----------------------------- |
| «Хроники преступлений» | - Релиз: 2007 - Лейбл: Velvet |

## Синглы
| Год                                                                                          | Название                                           | Высшая позиция в чартах | Высшая позиция в чартах | Высшая позиция в чартах | Высшая позиция в чартах | Альбом           |
| Год                                                                                          | Название                                           | Россия TopHit Radio     | Россия TopHit AllMedia  | Москва TopHit Radio     | Мир TopHit Radio        | Альбом           |
| -------------------------------------------------------------------------------------------- | -------------------------------------------------- | ----------------------- | ----------------------- | ----------------------- | ----------------------- | ---------------- |
| 2005                                                                                         | «Омут»                                             | ×                       | ×                       | —                       | 279                     | «Преступление»   |
| 2005                                                                                         | «Преступление»                                     | ×                       | ×                       | 43                      | 20                      | «Преступление»   |
| 2005                                                                                         | «Новый Год в постели»                              | ×                       | ×                       | 62                      | 36                      | «Преступление»   |
| 2006                                                                                         | «Лето»                                             | ×                       | ×                       | 2                       | 1                       | «Преступление»   |
| 2006                                                                                         | «Маки»                                             | ×                       | ×                       | 6                       | 4                       | «Преступление»   |
| 2007                                                                                         | «Сердце»                                           | ×                       | ×                       | 13                      | 16                      | «Сделано в Чили» |
| 2007                                                                                         | «А может быть»                                     | ×                       | ×                       | —                       | 86                      | «Сделано в Чили» |
| 2007                                                                                         | «Снегом замело»                                    | ×                       | ×                       | 49                      | 27                      | «Сделано в Чили» |
| 2008                                                                                         | «Любовь — это яд»                                  | ×                       | ×                       | 61                      | 27                      | «Сделано в Чили» |
| 2009                                                                                         | «Сказки» (совместно с Гошей Куценко)               | ×                       | ×                       | 76                      | 48                      | «Время петь!»    |
| 2009                                                                                         | «Орэ-Орэ»                                          | ×                       | ×                       | 42                      | 33                      | «Время петь!»    |
| 2009                                                                                         | «В миноре»                                         | ×                       | ×                       | —                       | 118                     | «Время петь!»    |
| 2010                                                                                         | «Почему?»                                          | ×                       | ×                       | —                       | 144                     | «Время петь!»    |
| 2010                                                                                         | «Можно всё»                                        | ×                       | ×                       | 24                      | 27                      | «Время петь!»    |
| 2010                                                                                         | «Кошка»                                            | ×                       | ×                       | 70                      | 71                      | «Время петь!»    |
| 2011                                                                                         | «Ромашковое поле»                                  | 26                      | ×                       | 27                      | 23                      | без альбома      |
| 2011                                                                                         | «Облака»                                           | —                       | ×                       | —                       | 114                     | без альбома      |
| 2012                                                                                         | «Я хочу побить посуду» (совместно с Гошей Куценко) | —                       | ×                       | —                       | 90                      | без альбома      |
| 2012                                                                                         | «Ира, Ира» (совместно с группой «Братья Грим»)     | —                       | ×                       | —                       | 105                     | без альбома      |
| 2012                                                                                         | «Океан»                                            | 37                      | ×                       | 36                      | 30                      | без альбома      |
| 2012                                                                                         | «Я буду помнить» (совместно с Sound Hackers)       | —                       | ×                       | —                       | 168                     | без альбома      |
| 2013                                                                                         | «Только без паники»                                | —                       | ×                       | —                       | 100                     | без альбома      |
| 2014                                                                                         | «Северный ветер»                                   | —                       | ×                       | —                       | 197                     | «В голове ветер» |
| 2014                                                                                         | «Опа»                                              | —                       | ×                       | —                       | 199                     | «В голове ветер» |
| 2015                                                                                         | «В голове ветер»                                   | —                       | ×                       | —                       | 138                     | «В голове ветер» |
| 2015                                                                                         | «А потому»                                         | —                       | ×                       | —                       | 142                     | «В голове ветер» |
| 2016                                                                                         | «Я желаю тебе»                                     | —                       | ×                       | —                       | 151                     | «В голове ветер» |
| 2017                                                                                         | «Одной крови»                                      | —                       | —                       | —                       | —                       | без альбома      |
| 2017                                                                                         | «Хочется»                                          | —                       | —                       | —                       | —                       | без альбома      |
| 2018                                                                                         | «Беги»                                             | —                       | —                       | —                       | —                       | без альбома      |
| 2018                                                                                         | «Моя гитара»                                       | 54                      | 62                      | —                       | 68                      | без альбома      |
| 2019                                                                                         | «В черных очках»                                   | —                       | —                       | —                       | —                       | без альбома      |
| 2019                                                                                         | «Музыка моего сердца»                              | —                       | —                       | —                       | —                       | без альбома      |
| 2019                                                                                         | «Бэмс!»                                            | —                       | —                       | —                       | —                       | без альбома      |
| 2020                                                                                         | «Вспоминай»                                        | —                       | —                       | —                       | —                       | без альбома      |
| 2020                                                                                         | «Коты»                                             | —                       | —                       | —                       | —                       | без альбома      |
| 2021                                                                                         | «Я рисую весну»                                    | —                       | —                       | —                       | —                       | без альбома      |
| 2021                                                                                         | «Туки-туки» (совместно с Hashmal)                  | —                       | —                       | —                       | —                       | без альбома      |
| 2024                                                                                         | «Весна не умеет ждать»                             | —                       | —                       | —                       | —                       | без альбома      |
| 2025                                                                                         | «Девочка»                                          | —                       | —                       | —                       | —                       | без альбома      |
| Символ «—» означает, что сингл не попал в чарт; символ «×» означает, что чарт был неактивен. |                                                    |                         |                         |                         |                         |                  |

## Видеоклипы
| Год  | Название               | Режиссёр                        | Ист.   |
| ---- | ---------------------- | ------------------------------- | ------ |
| 2005 | «Новый год в постели»  | Максим Рожков                   | [ 8 ]  |
| 2006 | «Омут»                 | Георгий Тоидзе                  | [ 9 ]  |
| 2006 | «Лето»                 | Евгений Курицын                 | [ 10 ] |
| 2006 | «Маки»                 | Владилен Разгулин               | [ 11 ] |
| 2006 | «Мы не ангелы»         | Татьяна Ольнева                 | [ 12 ] |
| 2007 | «Сердце»               | Георгий Тоидзе                  | [ 13 ] |
| 2007 | «А может быть»         | Владислав Опельянц              | [ 14 ] |
| 2008 | Любовь — это яд"       | Георгий Тоидзе                  | [ 15 ] |
| 2009 | «Сказки»               | Владислав Опельянц              | [ 16 ] |
| 2009 | «Орэ-Орэ»              | Владислав Опельянц              | [ 17 ] |
| 2010 | «Обещаю»               | Сергей Карпов                   | [ 18 ] |
| 2010 | «Можно всё»            | Сергей Карпов                   | [ 19 ] |
| 2010 | «Кошка»                | Сергей Карпов                   | [ 20 ] |
| 2011 | «Ромашковое поле»      | Сергей Ткаченко                 | [ 21 ] |
| 2011 | «Облака»               | Алексей Соболев                 | [ 22 ] |
| 2012 | «Я хочу побить посуду» | Сергей Ткаченко                 | [ 23 ] |
| 2012 | «Ира, Ира»             | неизвестен                      | [ 24 ] |
| 2012 | «Океан»                | Сергей Ткаченко                 | [ 25 ] |
| 2012 | «Я буду помнить»       | Евгения Полтавская              | [ 26 ] |
| 2013 | «Только без паники»    | Сергей Ткаченко                 | [ 27 ] |
| 2014 | «Северный ветер»       | неизвестен                      | [ 28 ] |
| 2015 | «Опа»                  | неизвестен                      | [ 29 ] |
| 2017 | «Одной крови»          | Валерий Лернер                  | [ 30 ] |
| 2018 | «Моя гитара»           | Сергей Ткаченко                 | [ 31 ] |
| 2019 | «В чёрных очках»       | Вячеслав Бойков, Валерий Лернер | [ 32 ] |
| 2021 | «Туки-Туки»            | неизвестен                      | [ 33 ] |